# 我が生涯の物語

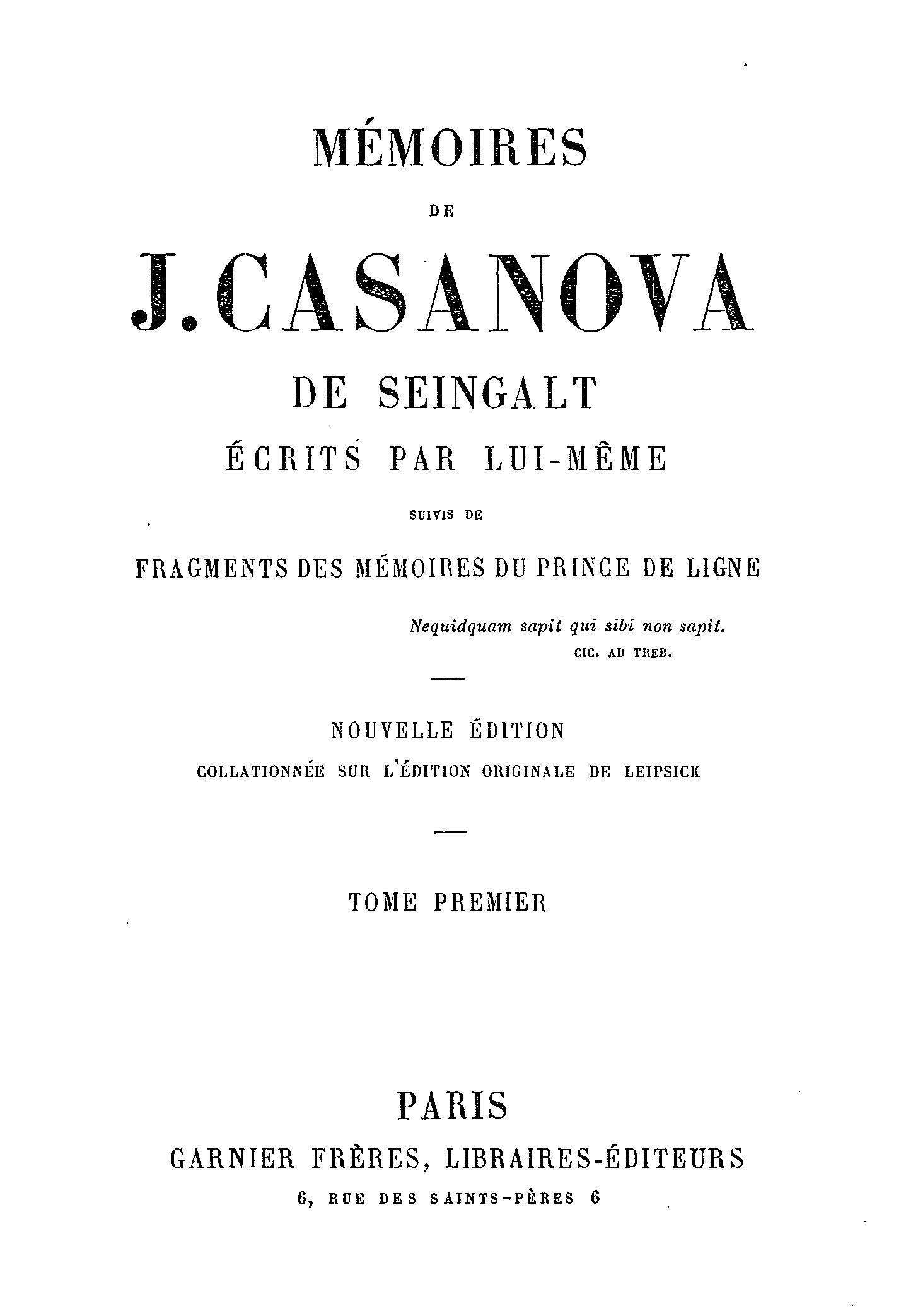

『我が生涯の物語』（わがしょうがいのものがたり、Histoire de ma vie）は、18世紀イタリアの著名な冒険家・漁色家ジャコモ・カサノヴァの自伝。『カサノヴァ回想録』、『カザノヴァ情史』とも訳される。　
カサノヴァはヴェネツィア人（1725年4月2日ヴェネツィア生まれ、1798年6月4日ボヘミアのドゥックス（現チェコ共和国ドゥフツォフ）にて死去）であったが、本書はフランス語で書かれた。当時の上流社会においてはフランス語が最も広く用いられていたためである。正式な題名は『1797年までの我が生涯の物語』（Histoire de ma vie jusqu'à l'an 1797）であるが、内容はカサノヴァの1774年までの生涯を扱ったものである。

## 内容
12巻からなる本書の全ページ数はおよそ3500にもおよび、出生から1774年までのカサノヴァの生涯が語られている。また18世紀当時のヨーロッパの風俗や事件が活写されているが、性的描写が多く含まれているため、後世においても出版に当たってはたびたび検閲の対象や発禁処分となることがあった。

## 手稿の歴史
老いたカサノヴァは、深い病に伏せっていた1789年に本書冒頭の数章を起稿したと伝えられている。
1794年、カサノヴァはリーニュ公シャルル・ジョゼフ (en) と知り合い、友情を育んだ。この公爵がカサノヴァの回想録を読みたいと所望したため、カサノヴァはリーニュ公に渡す前に原稿を推敲することに決めた。原稿の少なくとも最初の3分冊を読んだリーニュ公は、この回想録を出版して年金代わりに原稿料を手にするため、ドレスデンの編集者に打診してはどうかと提案した。カサノヴァは手稿の刊行を承知したが、提案とは別のつてを頼ることとした。1797年、カサノヴァはザクセン公国内閣の大臣マルコリーニ・ディ・ファノに出版の手助けを求めた。
カサノヴァはドゥックスで孤独な晩年を過ごしていた。1798年死期を悟ったカサノヴァは、自分の最期を看取ってもらうため、ドレスデンに住んでいた家族たちを呼び寄せた。カサノヴァの姪の夫にあたるカルロ・アンジョリーニが急遽ドレスデンからドゥックスを訪れた。カサノヴァの死後、カルロは原稿を携えてドレスデンへ戻った。カルロ本人は1808年に死去し、原稿はその娘カミラの手に渡った。ナポレオン戦争の真っ只中であった当時の情勢では、過去の時代の人物の回想録を出版できる見込みはなかった。戦争の趨勢を決したライプツィヒの戦い（1813年）ののち、原稿のことをまだ覚えていたマルコリーニがカミラの後見人に2500ターラーでの譲渡を申し出たが、提示額が安すぎるとの理由でこの提案は断られた。
ところが数年後に大規模な景気後退が起こり、カミラの家庭も家計が傾いたため、カミラは兄弟のカルロに即刻この原稿を売りに出すよう頼み込んだ。その後1821年に、原稿は編集者のフリードリヒ・アルノルト・ブロックハウス（ブロックハウス百科事典の編纂によって知られる）に売却される。ブロックハウス社は、ヴィルヘルム・フォン・シュッツに原稿のドイツ語訳を依頼した。翻訳の抄録と第1巻が刊行されたのは1822年の初頭である。ブロックハウスとシュッツの共同作業は第5巻刊行後の1824年に終わり、それ以降の巻は別の人物によって翻訳されているが、この訳者が誰であったのかは知られていない。
ドイツ語版の成功を受けて、フランスの編集者トゥールナションがフランス語版の刊行を決意した。トゥールナションはオリジナルの原稿を入手できなかったので、そのフランス語版はドイツ語版からの重訳である。このテキストは、訳出の過程で多くの箇所が削除されている。この海賊判の出版に対応するため、ブロックハウスはフランス語原典の第2版を出すことを決め、編集改訂に当たったのはジャン・ラフォルグ（1772年 - 1852年）なる人物だが、ラフォルグの担当した版は、性的な描写の削除だけでなく、カサノヴァ自身の宗教的・政治的見解まで改竄するという、極めて信頼に値しないものであった。これらのフランス語版は1826年から1838年にかけ版を重ね、いずれの版も売れ行きはよく、やがてドイツ語版を元にした別の重訳によるフランス語版が新たに海賊出版された。当時、ドイツ語版はそれほど広くフランスには流通していなかったため、この版は翻訳者が自ら考え出して追加されたくだりが含まれていると伝えられている。
1838年から1960年までに刊行された回想録の諸版はすべて、これらの版のいずれかを底本としたものである。アーサー・マッケンはこれらの不正確な版の一つを用いて英訳を試み、1894年に発表した。英語圏では、これが長らく普及版とされていた。
オリジナル手稿は、1945年6月までライプツィヒにあったブロックハウス社の本社に保管されていたが、ライプツィヒへの激しい爆撃が始まる直前にヴィースバーデンの新本社へ移された。1960年、ブロックハウス社とフランス人編集者プロンの共同作業によって、初めて原稿のオリジナル版が日の目を見た。
窪田般彌の全訳は、自筆原稿を元にしたブロックハウス版で、1968年～69年に河出書房新社（全6巻、画家古沢岩美の挿画入り）で出版された。抜粋訳が出版された以外は、長らく品切状態が続いたが、訳者が再度改訂し1995年～96年に河出文庫（全12巻）で出されたが、ほぼ初版のみで品切となった。

## 主な日本語訳
- 各『カザノヴァ回想録』の表記、岸田國士訳（岩波文庫 全7巻、訳者急逝で未完）
  - 田辺貞之助訳（集英社 全4巻／グーテンベルク21・電子書籍 全8巻）- Kindle版、紀伊國屋書店やBOOK☆WALKERほか（2015年から電子出版で再刊）
  - 窪田般彌訳（河出書房新社 全6巻／改装版 全12巻）。前者は古沢岩美装画・箱入、後者は選書判

※以下は河出文庫版（改訳版 全12巻、1995-96年）の各巻副題。
- 第1巻 少女たちの誘惑　ISBN 4309465315
- 第2巻 恋と賭博の修業　ISBN 4309465323
- 第3巻 パリの社交界　ISBN 4309465331
- 第4巻 修道女と大脱獄　ISBN 430946534X
- 第5巻 魔術師の野望　ISBN 4309465358
- 第6巻 ヨーロッパ放浪　ISBN 4309465366
- 第7巻 占星術とぺてん師　ISBN 4309465374
- 第8巻 仮装舞踏会　ISBN 4309465382
- 第9巻 ロンドンの娼婦　ISBN 4309465390
- 第10巻 性と愛の哲学　ISBN 4309465404
- 第11巻 永遠の麗しき女性　ISBN 4309465412
- 第12巻 最後の色事師　ISBN 4309465420
なお初訳は1926年刊の小牧近江『カザノヴァ情史』（国際文献刊行会）